# Genotípus
A genotípus egy egyed genetikai felépítése, általában DNS formájában, ami az egyed fenotípusát kódolja.
Általában a genotípus vizsgálatakor egy adott génre hivatkoznak, poliploid egyedekben pedig allélek kombinációjára. Szinte az összes gén megfigyelhető változást okoz az egyedben, amit fenotípusnak nevezünk. A feno- és a genotípus két ok miatt is nagy mértékben különbözik egymástól:
1. Eltér a megfigyelő tudásának forrása (a genotípust a DNS, a fenotípust az érzékelhető jellegek vizsgálata alapján lehet leírni).
2. A geno- és fenotípus nem állnak mindig közvetlen kapcsolatban. Néhány gén csak bizonyos körülmények között képes létrehozni egy adott fenotípust. A másik oldalról nézve pedig egy-egy fenotípus számos gén funkciójának terméke.

Biológiai megfontolásból és a genotípusok hasznosságától inspirálva, a számítástechnika mesterséges genotípusokat használ fel a genetikai algoritmusok, az evolúció modellezésére. Az ilyen technikák más, matematikai jellegű problémák megoldásában is segíthetnek.